# Chrysichthys hildae
Chrysichthys hildae is een straalvinnige vissensoort uit de familie van de stekelmeervallen (Claroteidae). De wetenschappelijke naam van de soort is voor het eerst geldig gepubliceerd in 1973 door Bell-Cross.